# Joe Weingarten

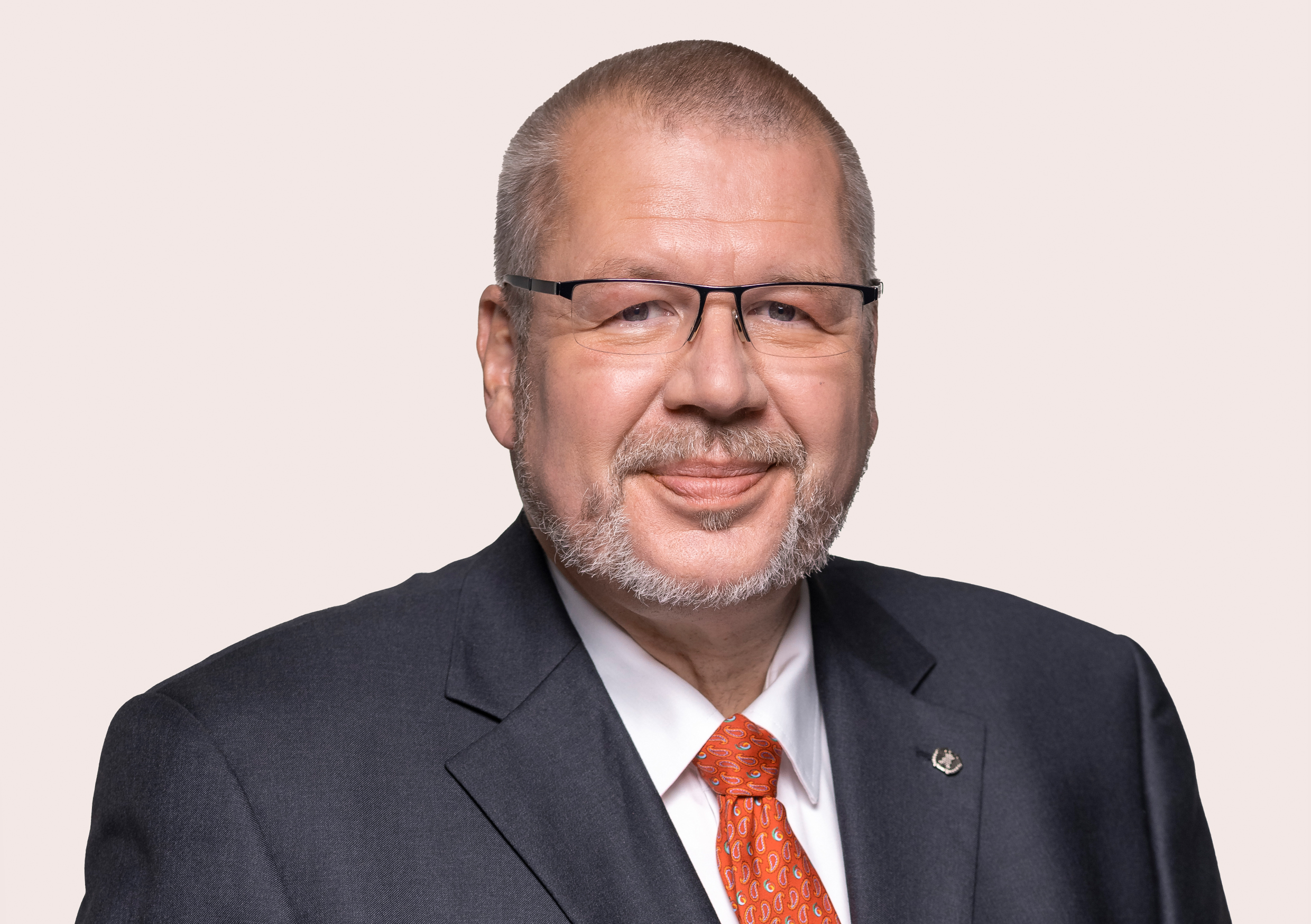
Joe Weingarten (2021)

Joe Weingarten (* 17. März 1962 in Bad Kreuznach) ist ein deutscher Ministerialbeamter, Verwaltungswissenschaftler, Politiker (SPD) und war von 2019 bis 2025 Mitglied des Deutschen Bundestages.

## Leben
Weingarten wuchs in Idar-Oberstein auf und trat als Jugendlicher im Jahr 1978 in die SPD ein. Weingarten hat ab 1981 an der Universität Konstanz Politik- und Verwaltungswissenschaften studiert und war dort Stipendiat der Friedrich-Ebert-Stiftung. 1991 promovierte Weingarten zum Dr. rer. soc. mit einer Dissertation zum Verwaltungshandeln im Steuerrecht. Weingarten ist Autor mehrerer Fachbücher und -artikel zu verwaltungswissenschaftlichen Fragen.
Weingarten war seit 1989 in verschiedenen Positionen für die SPD-Bundestagsfraktion und die Landesregierung von Rheinland-Pfalz sowie seit 1994 in unterschiedlichen Funktionen kommunalpolitisch im Donnersbergkreis tätig. Im Jahr 1998 wurde Weingarten Geschäftsführer der Landesgartenschau Kaiserslautern 2000 GmbH. Ab 2007 war er Geschäftsführer der Zukunftsinitiative Rheinland-Pfalz (ZIRP) und von 2010 bis zu seinem Einzug in den Deutschen Bundestag 2019 leitete er im Ministerium für Wirtschaft, Verkehr, Landwirtschaft und Weinbau Rheinland-Pfalz die Abteilung Innovation, Technologie und Digitalisierung.
Weingarten ist verheiratet und hat drei Kinder.

## Politik
Nach der Niederlegung des Bundestagsmandats durch Andrea Nahles im Oktober 2019 rückte Weingarten zum 1. November über die SPD-Landesliste Rheinland-Pfalz in den Deutschen Bundestag nach. In der 19. Legislaturperiode war Weingarten ordentliches Mitglied des Ausschusses Digitale Agenda, des Verteidigungsausschusses und stellvertretendes Mitglied des Ausschusses für Wirtschaft und Energie.
Bei der Bundestagswahl 2021 gewann er gegen Julia Klöckner (CDU) das Direktmandat im Wahlkreis Kreuznach.
Seit dem Beginn der 20. Legislaturperiode ist Weingarten ordentliches Mitglied des Verteidigungsausschusses und stellvertretendes Mitglied des Wirtschaftsausschusses.
Weingarten ist Mitglied in den Parlamentariergruppen Vereinigte Staaten, China und östliches Afrika sowie Kuratoriumsmitglied der Stiftung Haus der Geschichte. Innerhalb der SPD-Bundestagsfraktion gehört Weingarten dem Seeheimer Kreis an. Der SPD-Fraktionsvorsitzende Rolf Mützenich bezeichnete Weingarten als „Kärrner“ in der SPD-Bundestagsfraktion.
Bei der Bundestagswahl 2025 verlor er das Direktmandat an Julia Klöckner und zog auch nicht über die Landesliste ein.

## Positionen
Im August 2018 teilte Weingarten bei einem Parteitreffen in Roxheim Geflüchtete, die in Deutschland Aufnahme suchen, in drei Gruppen ein: „Asylsuchende“, „Arbeitssuchende“ und „Gesindel“. Seine Äußerungen stießen innerparteilich auf teils scharfe Kritik. In einem Interview mit dem Trierschen Volksfreund bezeichnete Weingarten seine Aussage als „unnötig verletzend“. Weingarten ist weiterhin für eine geregelte Zuwanderungspolitik. In der Flüchtlingspolitik spricht sich Weingarten für eine schnellere Integration aus und fordert, „aus Geflüchteten Bürger und Steuerzahler zu machen“.
Weingarten spricht sich gegen einen generellen Ausschluss chinesischer Technik beim Aufbau von 5G-Netzen in Deutschland aus.
Weingarten spricht sich für eine aktive Rolle der Bundesrepublik in NATO und Europäischer Union aus und ist für den Verbleib US-amerikanischer Soldaten in Deutschland. In seinem Wahlkreis Bad Kreuznach/Birkenfeld liegen unter anderem die Artillerieschule der Bundeswehr und in Baumholder eine große US-Garnison. Im Mai 2023 stimmte er als einer von zwei SPD-Bundestagsabgeordneten gegen die Fortsetzung des Bundeswehreinsatzes in Mali.
Im Februar 2024 stimmte Weingarten entgegen der Koalitionslinie im Bundestag gegen die Entkriminalisierung von Cannabis stimmen wird.

## Auszeichnungen
- Honorary Colonel des 21. Theater Sustainment Command der US Army in Kaiserslautern
- Träger der Verdienstmedaille des Verdienstordens der Bundesrepublik Deutschland.